# Football Club Aurillac Arpajon Cantal Auvergne (féminines)
Maillots
Le Football Club Aurillac Arpajon Cantal Auvergne est un club de football féminin français basé à Arpajon-sur-Cère et fondé sous le nom d'Étoile Sportive Arpajonnaise Cantal Auvergne. 
Les Arpajonnaises atteignent pour la première fois de leur histoire la Division 1 en 1980, pour seulement trois saisons avant de faire un passage en seconde division. Après un deux passage rapide à la fin des années 1980 et au début des années 1990, le club chute et se retrouve en divisions régionales de la Ligue d'Auvergne. Le club retrouve la seconde division en 2009, après cinq saisons en Division 3 dont il décroche le titre en 2009. En 2013, le club fusionne avec l'Aurillac FCA, afin d'unir les deux meilleures équipes féminines et masculines du Cantal.
L'équipe fanion du club, entrainée par Jacky Drouet, participe au championnat de seconde division pour la 4e saison consécutive et évolue au stade du Pont.

## Palmarès
Le palmarès du Football Club Aurillac Arpajon Cantal Auvergne comporte un championnat de France de troisième division.
Le tableau suivant liste le palmarès du club actualisé à l'issue de la saison 2011-2012 dans les différentes compétitions officielles au niveau national et régional.
| Compétitions nationales                              | Compétitions régionales     |
| - Championnat de France de D3 (1) - Champion : 2009. | Votre aide est la bienvenue |

## Bilan saison par saison
Le tableau suivant retrace le parcours du club depuis la création de la première division en 1974.
| Édition   | Division 1   | Division 2             | Division 3                          | Divisions Régionales | Coupe de France   |
| 1974-1980 | -            | Championnat inexistant | Championnat inexistant              | …                    | Coupe inexistante |
| 1980-1981 | Premier Tour | Championnat inexistant | Championnat inexistant              | -                    | Coupe inexistante |
| 1981-1982 | Premier Tour | Championnat inexistant | Championnat inexistant              | -                    | Coupe inexistante |
| 1982-1983 | 6e (Gr. C)   | -                      | Championnat inexistant              | -                    | Coupe inexistante |
| 1983-1984 | -            | 4e (Gr. A)             | Championnat inexistant              | -                    | Coupe inexistante |
| 1984-1985 | -            | 2e (Gr. A)             | Championnat inexistant              | -                    | Coupe inexistante |
| 1985-1986 | -            | 2e (Gr. C)             | Championnat inexistant              | -                    | Coupe inexistante |
| 1986-1987 | 7e (Gr. D)   | Championnat inexistant | Championnat inexistant              | -                    | Coupe inexistante |
| 1987-1991 | -            | Championnat inexistant | Championnat inexistant              | …                    | Coupe inexistante |
| 1991-1992 | 10e (Gr. B)  | Championnat inexistant | Championnat inexistant              | -                    | Coupe inexistante |
| 1992-2001 | -            | …                      | Championnat inexistant              | …                    | Coupe inexistante |
| 2001-2002 | -            | -                      | Championnat inexistant              | 4e (CIR Gr. F)       | non connu         |
| 2002-2003 | -            | -                      | -                                   | …                    | non connu         |
| 2003-2004 | -            | -                      | -                                   | …                    | non connu         |
| 2004-2005 | -            | -                      | 3e (Gr. C) 3e (Tournoi Final Gr. B) | -                    | non connu         |
| 2005-2006 | -            | -                      | 4e (Gr. C) 3e (Tournoi Final Gr. B) | -                    | non connu         |
| 2006-2007 | -            | -                      | 8e (Gr. B)                          | -                    | 8e de finale      |
| 2007-2008 | -            | -                      | 4e (Gr. B)                          | -                    | 16e de finale     |
| 2008-2009 | -            | -                      | 1er (Gr. D)                         | -                    | 2e Tour Fédéral   |
| 2009-2010 | -            | 7e (Gr. A)             | -                                   | -                    | 16e de finale     |
| 2010-2011 | -            | 8e (Gr. C)             | Championnat inexistant              | -                    | 16e de finale     |
| 2011-2012 | -            | 8e (Gr. C)             | Championnat inexistant              | -                    | 16e de finale     |
| 2012-2013 | -            | 4e (Gr. C)             | Championnat inexistant              | -                    | 1er tour fédéral  |